# Seznam řek v Oregonu

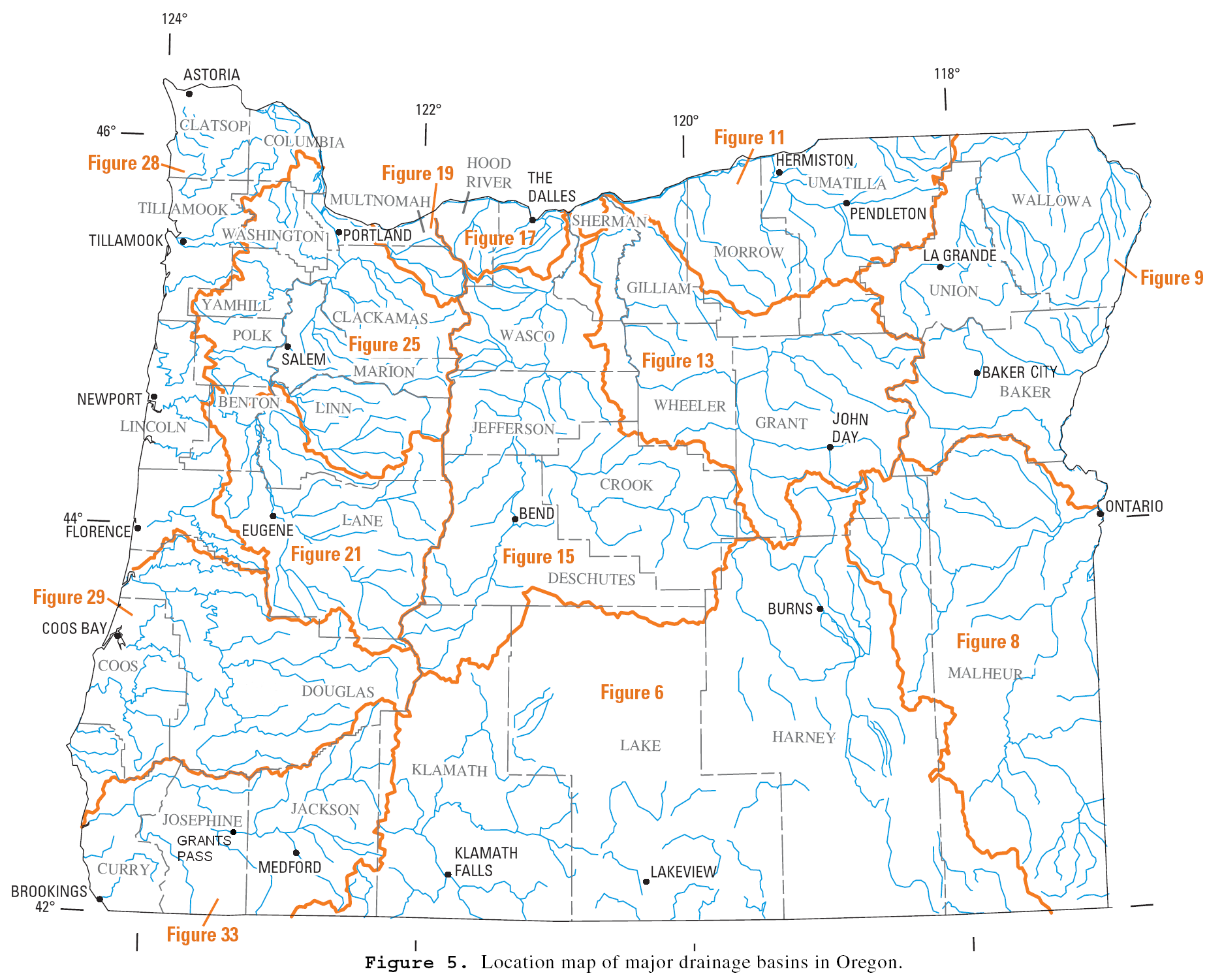
Mapa řek v Oregonu

Toto je neúplný seznam řek v Oregonu.

## Abecední seznam
- Alsea River
- Applegate River
- Big River
- Blue River
- Breitenbush River
- Bull Run River
- Butte Creek
- Calapooia River
- Chetco River
- Clackamas River
- Clatskanie River
- Clearwater River poblíž Toketee Falls, Oregon
- Coast Fork Willamette River
- Collawash River
- Columbia River
- Coos River
- Coquille River
- Crooked River
- D River
- Deschutes River
- Dog River
- Donner und Blitzen River
- East Fork Hood River
- East Fork Little Applegate River
- Elk River
- Fall River
- Grande Ronde River
- Hood River
- Illinois River
- Imnaha River
- John Day River (severostřední Oregon)
- John Day River (Clatsop County)
- Johnson Creek
- Kilchis River
- Klamath River
- Klaskanine River
- Lewis and Clark River
- Link River
- Little Applegate River
- Little Deschutes River
- Little Nestucca River
- Little North Santiam River
- Little River
- Little Sandy River (Oregon)
- Little Wallooskee River
- Long Tom River
- Lookingglass Creek
- Lost River
- Lostine River
- Luckiamute River
- Malheur River
- Marys River
- McKenzie River
- Metolius River
- Miami River
- Middle Fork Applegate River
- Middle Fork Owyhee
- Middle Fork Willamette River
- Middle Santiam River
- Minam River
- Mohawk River (Oregon)
- Molalla River
- Multnomah Channel
- Necanicum River
- Nehalem River
- Nestucca River
- New River
- North Fork Bull Run River
- North Fork Clackamas River
- North Fork John Day River
- North Fork Middle Fork Willamette River
- North Fork Owyhee
- North Fork Siuslaw River
- North Fork Sprague River
- North Powder River
- North Santiam River
- North Umpqua River
- North Yamhill River
- Owyhee River
- Pistol River
- Powder River
- Pudding River
- Roaring River
- Rogue River
- Row River
- Salmon River (údolí Willamette)
- Salmon River (pobřeží)
- Salmonberry River
- Sandy River
- Santiam River
- Siletz River
- Siltcoos River
- Silvies River
- Siuslaw River
- Sixes River
- Skipanon River
- Smith River
- Snake River
- South Fork Bull Run River
- South Fork John Day River
- South Fork McKenzie River
- South Fork Sprague River
- South Santiam River
- South Umpqua River
- South Yamhill River
- Sprague River
- Steamboat Creek
- Sycan River
- Tillamook River
- Trask River
- Tualatin River
- Umatilla River
- Umpqua River
- Walla Walla River
- Wallooskee River
- Wallowa River
- Warm Springs River
- Wenaha River
- West Fork Little Applegate River
- West Little Owyhee River
- White River
- Willamette River
- Williamson River
- Wilson River
- Wood River (Oregon)
- Yachats River
- Yamhill River
- Yaquina River
- Youngs River
- Zigzag River
- Jazmine River

## Seznam podle struktury přítoků
Přítoky Tichého oceánu seřazeny od severu k jihu. Přítoky řek seřazeny podle vzdálenosti od ústí řeky, do níž se vlévají.
- Columbia River
  - Skipanon River
  - Lewis and Clark River
  - Youngs River
    - Klaskanine River

  - Wallooskee River
    - Little Wallooskee River

  - John Day River (northwestern Oregon)
  - Clatskanie River
  - Multnomah Channel
  - Willamette River
    - Johnson Creek
    - Clackamas River
      -         - North Forks Clackamas River
          - Roaring River

      - Collawash River

    - Tualatin River
    - Molalla River
      - Pudding River
        - Butte Creek

    - Yamhill River
      - North Yamhill River
      - South Yamhill River

    - Luckiamute River
    - Santiam River
      - North Santiam River
        - Little North Santiam River
        - Breitenbush River

      - South Santiam River

        - Middle Santiam River

    - Calapooia River
    - Marys River
    - Long Tom River
    - McKenzie River
      - Mohawk River
      - Blue River (Oregon)

    - Coast Fork Willamette River
      - Row River
      - Big River (Oregon)

    - Middle Fork Willamette River
      - North Fork Middle Fork Willamette River

  - Sandy River

    - Salmon River
    - Zigzag River
    - Muddy Fork

  - Hood River
    - West Fork Hood River
    - East Fork Hood River
      - Dog River (Oregon)

    - Middle Fork Hood River

  - Deschutes River
    - Warm Springs River
    - Crooked River
    - Metolius River
    - White River (Oregon)
    - Little Deschutes River
    - Fall River (Oregon)

  - John Day River
    - North Fork John Day River
    - South Fork John Day River

→ Silvies River a Donner und Blitzen River (ústí do jezera Malheur Lake, které nemá odtok)
- - Umatilla River
  - Walla Walla River
  - Snake River
    - Grande Ronde River

      - Wallowa River
        - Lostine River
        - Minam River

    - Malheur River
    - Powder River (Oregon)
      - North Powder River (Oregon)

    - Owyhee River
      - Middle Fork Owyhee
      - North Fork Owyhee
      - West Little Owyhee River
- Necanicum River
- Nehalem River
  - Salmonberry River
- Miami River
- Kilchis River
- Wilson River (Oregon)
- Trask River
- Tillamook River
- Nestucca River
- Little Nestucca River
- Salmon River (Lincoln County, Oregon)
- D River
- Siletz River
- Yaquina River
- Alsea River
- Yachats River
- Siuslaw River
  - North Fork Siuslaw River
- Siltcoos River
- Umpqua River
  - Smith River (Oregon)
  - North Umpqua River

    - Little River (Oregon)
    - Steamboat Creek

  - South Umpqua River
- Coos River
- Coquille River
- New River (Oregon)
- Sixes River
- Elk River (Oregon)
- Rogue River
  - Illinois River (Oregon)
  - Applegate River
    - Middle Fork Applegate River
    - Little Applegate River
      - East Fork Little Applegate River
      - West Fork Little Applegate River
- Pistol River
- Chetco River
- Klamath River
  - Lost River (Kalifornie)
  - Williamson River (Oregon)
    - Sprague River
      - Sycan River
      - North Fork Sprague River
      - South Fork Sprague River

  - Link River
  - Wood River (Oregon)